# Erik Amdrup
Erik Amdrup född 21 februari 1923 i Tønder, Danmark, död 22 februari 1998, var en dansk professor i kirurgi, överläkare och författare. 
Amdrup var från 1965 assisterande överläkare vid Københavns Kommunehospital, från 1971 till 1988 överläkare vid kirurgiska gastroenterologiska avdelningen i Århus kommunehospital och professor i kirurgi vid Århus Universitet. Hans forskning på magsår och kirurgisk behandling av dessa vann ett internationellt anseende. Han var aktiv i upprättandet av Institutet för Experimentell Klinisk Forskning vid Århus universitet, och var en period institutets ledare.
56 år gammal debuterade Amdrup, 1979, som skönlitterär författare, med kriminalromanen Hilsen fra Hans. Flera av hans romaner blev belönade som årets bästa danska kriminalroman. Romanen Renters rente blev 1996 filmatiserad som dansk TV-serie.